# Rancho Nuevo de San Vicente
Rancho Nuevo de San Vicente är en ort i Mexiko.   Den ligger i kommunen San Felipe och delstaten Guanajuato, i den centrala delen av landet, 300 km nordväst om huvudstaden Mexico City. Rancho Nuevo de San Vicente ligger 2 104 meter över havet och antalet invånare är 393.
Terrängen runt Rancho Nuevo de San Vicente är kuperad åt nordost, men åt sydväst är den platt. Runt Rancho Nuevo de San Vicente är det ganska glesbefolkat, med 31 invånare per kvadratkilometer. Närmaste större samhälle är San Felipe, 14,2 km söder om Rancho Nuevo de San Vicente. Omgivningarna runt Rancho Nuevo de San Vicente är i huvudsak ett öppet busklandskap.